# Joseph Paris (entreprise)
 (septembre 2017).
Si vous disposez d'ouvrages ou d'articles de référence ou si vous connaissez des sites web de qualité traitant du thème abordé ici, merci de compléter l'article en donnant les références utiles à sa vérifiabilité et en les liant à la section « Notes et références ».
 (16 septembre 2017).
Pour les articles homonymes, voir Joseph Paris et Paris (homonymie).
Joseph Paris est le nom d'une entreprise nantaise d'ouvrages métalliques et mécaniques qui porte le nom de son fondateur, Joseph Paris.

## Histoire

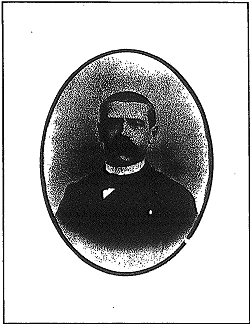
Joseph Paris vers 1870.

### Création
En 1869 Joseph Paris, à 25 ans, crée un atelier de serrurerie à Nantes, rue de la Juiverie, dans le quartier du Bouffay. Avec une dizaine d'ouvriers, il exécutait tous les travaux de serrurerie de l'époque : forge, grilles, portes et, aussi, des charpentes légères.
La construction métallique commençant à supplanter le bois dans divers domaines, le petit atelier ne permettait pas d'exécuter des charpentes d'une certaine importance. C'est pourquoi, en 1880, Joseph Paris décide d'installer son entreprise rue Fouré, sur un terrain de 1 500 m2 qu'il pensait suffisamment grand pour lui permettre de construire son nouvel atelier.
Son fils, prénommé également Joseph, dès la fin de ses études, en 1890, vint l'aider à poursuivre ses projets et assurer la fabrication d'ouvrages métalliques d'un certain tonnage. C'est à cette époque que le développement des chantiers de constructions navales et, notamment, les arsenaux de Brest et de Lorient, assurèrent aux ateliers Joseph Paris des commandes importantes.

### Joseph Paris fils
À la fin du siècle, Joseph Paris fils dirige la maison. L'expansion est continue. La réputation des ateliers Joseph Paris est telle que les marchés importants affluent nécessitant toujours plus de place pour les montages. Il devenait primordial d'être relié à une voie ferrée pour assurer aussi bien l'approvisionnement venant des Forges que l'expédition des ouvrages terminés.
En 1900, Joseph Paris déménage pour s'installer boulevard Vincent-Gâche, dans la prairie de Biesse (sur l'actuelle île de Nantes), près de la voie ferrée, à proximité des « fonderies nantaises » aujourd’hui disparues. Il y construit de vastes bâtiments mieux adaptés, s'entoure d'une équipe d'ingénieurs, dispose d'un bureau d'études et emploie 200 ouvriers.
Les ateliers Joseph Paris équipent les chantiers navals de la région, ils fournissent des ponts aux chemins de fer français et coloniaux. En effet, dès 1900, Joseph Paris a une vocation coloniale conforme à la tradition nantaise : il fournit 3 000 tonnes de ponts pour Madagascar. Pour le montage sur place, Joseph Paris fils fait appel à Albert Blaise, qui reste deux ans à Madagascar et, à son retour en France, devient directeur commercial et organise un bureau à Paris.
L’usine du boulevard Vincent-Gâche devient, à son tour, trop petite. Une nouvelle expansion est impossible sur la prairie de la Grande Biesse. Aussi, en 1911, Joseph Paris achète 30 000 m2 de terrain route de Roche-Maurice, emplacement de l'usine actuelle. Il faut drainer, remblayer les terrains, niveler, bâtir… c'est chose faite en 1913 et les nouveaux ateliers commencent à tourner avec 500 ouvriers.
En 1914, à la déclaration de guerre, Joseph Paris fils est mobilisé et l'effectif de l'usine réduit de moitié. Le fondateur revint route de Roche-Maurice afin de poursuivre l'exécution de quelques commandes mais l'activité de l'usine se trouva très réduite en 1915-1916.
En 1917, Joseph Paris revint à Nantes, sur affectation du ministère de la Guerre pour l'exécution de travaux destinés à la Défense nationale.
À la fin de 1918, l'activité de l'usine reprend un rythme normal et les ateliers Joseph Paris participent pleinement à l'effort de reconstruction : ponts métalliques pour les chemins de fer du nord, ouvrages pour les ponts-et-chaussées, charpentes métalliques pour les usines, les arsenaux… construction de la grande cale couverte de Lorient (3 000 tonnes, 240 mètres de longueur, portée de 48 mètres, 8 ponts roulants, 8 grues).
En effet, à côté des ateliers de constructions métalliques (charpentes, ponts), Joseph Paris fils a créé un atelier de mécanique (ponts roulants, portiques, grues, convoyeurs, transporteurs…). Construisant ses propres engins de levage pour la manutention de ses charpentes et de ses ponts, Joseph Paris a su mettre au point des techniques originales et ouvrir un atelier de matériels de levage parfaitement adaptés aux manutentions importantes.
C’est aussi à cette époque qu'il ouvre un atelier de chaudronnerie pour la fabrication des réservoirs, des tuyauteries et la réalisation de travaux hydrauliques importants : portes de vannes, d'écluses.
En outre, des commandes de réparation de matériel ferroviaire et la construction de wagons nécessitent un agrandissement des halls existants. La fourniture de matériels métalliques aux colonies est si importante que Joseph Paris obtiendra du ministère des Colonies l'agrément du Port de Nantes pour les expéditions officielles vers l'Afrique.
Cette entreprise, 50 ans à peine après sa fondation, est devenue une importante affaire, étendue et diverse.

### Joseph Paris SA
En 1920, Joseph Paris la transforme en société anonyme. Il fait appel à des amis dont les connaissances, les compétences et les moyens vont permettre aux Établissements Joseph Paris de faire un nouveau bond en avant. Ce sont Georges Lory, Albert Blaise et Georges Fortin, bientôt rejoints par Louis Brichaux.
Grâce aux deux départements de fabrication qui se complètent, les établissements Joseph Paris jouent un rôle grandissant dans la profession, traitent d'égal à égal avec des firmes souvent plus puissantes, emportent d'importants et intéressants marchés. La firme exploite ses procédés propres et ses techniques originales. Elle prend aussi des licences étrangères : en 1934, celle des appareils de levage Titan d'Anvers.
Les réalisations importantes et spectaculaires portent à travers le monde entier la renommée des Ateliers nantais. Les dockers de tous les ports d'Afrique et d'Asie déchargent les énormes caisses marquées J. P.
C’est le grand barrage de Sansanding sur le Niger, au Soudan, ce sont des ponts routiers et ferroviaires en Afrique, en Océanie, un débarcadère aux Indes, des bâtiments en Guyane. Ce sont aussi des pylônes pour l'électricité et, déjà, pour la radio, d'Alger à Istanbul, de Saïgon à Rio de Janeiro... C'est aussi l'équipement pour la navigation aérienne du premier aéroport d'Orly.
Ce sont des réservoirs à mazout pour Nouméa, la Martinique, des citernes à pétrole pour l'Égypte...
Ce sont enfin des ponts roulants à Nouméa, des convoyeurs de phosphate à Gafsa, l'équipement des Poudreries espagnoles...
Mais si Joseph Paris a été un des premiers à participer au développement et à l'équipement des Pays d'outre-mer, son activité en France et dans la région n'en est pas moins spectaculaire.
En 1936, on compte plus de 80 ponts et ouvrages d'art pour les chemins de fer et les ponts et chaussées, des ponts tournants à Cherbourg et Lorient, des slipways de Bordeaux à Boulogne... L'équipement des arsenaux de Lorient et Brest (47 000 m2), des hangars d'aviation, des halls et rotondes pour les gares de Nantes, Rennes, Le Mans... les hangars de la Chambre de commerce du port de Nantes ... La majeure partie des usines de la région, les grands magasins Decré…
Ce sont aussi les pylônes de Radio-Paris, du Poste Parisien, de Radio-Toulouse, l'équipement, pour la compagnie Latécoère, de la ligne Toulouse - Rio de Janeiro, chère à Didier Daurat, Saint-Exupéry et Mermoz... l'équipement radio des bases de la Marine nationale, 4 pylônes de 250 m à la Pauline (près de Toulon). C'est encore l'aménagement des écluses du port de Saint-Malo, de celui de Granville, du canal Saint-Félix, du canal de Nantes à Brest ; le montage des grandes portes d'écluse (2 500 t) de l'entrée du port de Saint-Nazaire.
Ce sont les tuyauteries et les conduites des hauts-fourneaux de Caen, des Forges de Basse-Indre, du Gaz de Nantes...
Ce sont enfin les énormes engins de levage qui équipent nos ports et nos arsenaux de La Ciotat à Dunkerque. Engins allant jusqu'à 80 tonnes.
En 1937, Joseph Paris se retire.

### Anciens établissements Joseph Paris

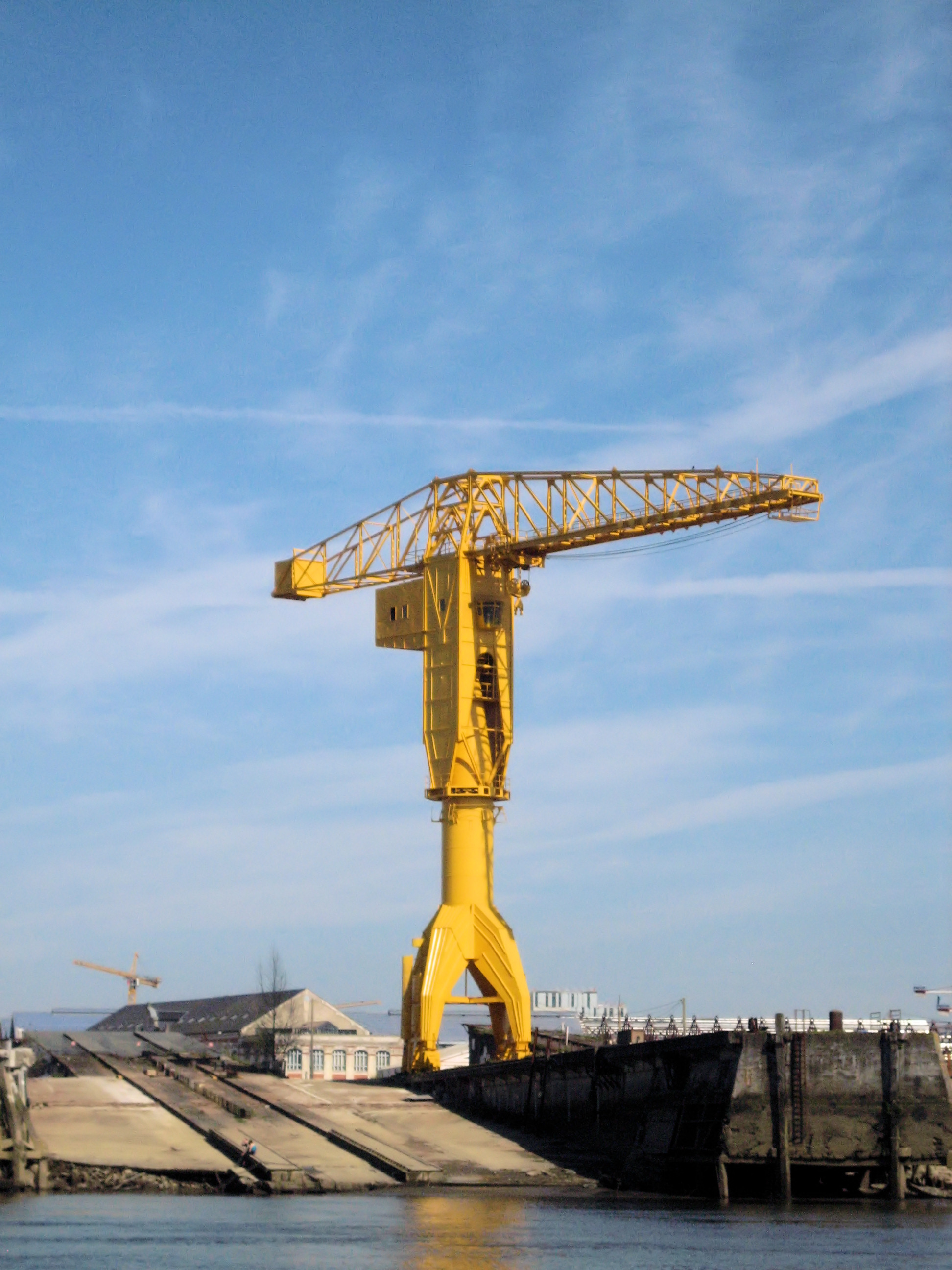
L'une des deux grues Titan de Nantes (île Beaulieu), l'un des symboles de la ville.

La société anonyme des Anciens Établissements Joseph Paris va désormais être présidée par Georges Lory.
La guerre de 1939-1945 stoppe à nouveau l'essor industriel. Puis il faut relever les ruines. Comme 25 ans plus tôt, Joseph Paris s'y emploie activement. Il étudie, met au point, réalise des équipements de ports, d'arsenaux, de chantiers navals plus puissants et plus importants (grues et portiques de 150 tonnes) ; il relève les ponts détruits (à Nantes, le pont de Pirmil en 1945), en construit de nouveaux.
L’activité des Anciens Établissements J. P. s'étend. Les colonies ont changé de statut. L'entreprise s'adapte elle aussi.
En 1966, la Société anonyme des Anciens Établissements Joseph Paris, présidée depuis 1950 par Lucien Tardy, se transforme en CIFE (compagnie industrielle et financière d'entreprises), dont Lucien Tardy prend la tête. Elle regroupe les Établissements de Nantes (Joseph Paris s. a.) et les anciennes succursales d'outre-mer (Dakar, Abidjan, Douala) qui, avec d'autres sociétés comme la CAMOM, Degrémont, deviennent filiales de la CIFE.
Depuis 1966, Joseph Paris s. a., l'une des dix grandes entreprises de la construction métallique française, dirigée par Jacques Lory, le fils de Georges.
En 1970, cents ans après la création de l'atelier de serrurerie de la rue de la Juiverie, où en est J. P. s. a. à Nantes ? Les ateliers se sont étendus : plus de 60 000 m2 où travaillent 700 personnes dont 90 ingénieurs, cadres, chercheurs. La production annuelle est de 16 000 tonnes. L'Entreprise est fière de ses 43 qualifications nationales et de ses réalisations à travers le monde entier.
Les bureaux d'études et de recherches sont très actifs et les départements animés par Jacques Paris - l'arrière-petit-fils du fondateur - (Constructions métalliques) et Daniel Tardy (Constructions mécaniques) présentent des réalisations spectaculaires dans tous les domaines :
- les engins de levage jusqu'à 240 tonnes qui équipent nos ports de la Manche, de l'Atlantique et de la Méditerranée. Travaux d'eau, comme l'écluse de Varennes-sur-Seine, ainsi que les barrages de Champagneux, de Vives-Eaux et d'Arzal.
- les pylônes géants : avec le pylône d'Allouis (Emetteur d'Allouis) - France-Inter - Joseph Paris avait dépassé la tour Eiffel (310 mètres, 450 tonnes reposant sur une rotule d'acier moulé de la taille d'une assiette). Joseph Paris vient d'équiper la base de la Marine Nationale à Rosnay (Centre de transmissions de la Marine nationale de Rosnay), avec 13 pylônes dont un de 350 m, le plus haut de France. Joseph Paris équipe aussi les réseaux 1re et 2e chaîne de l'ORTF, la Radiodiffusion-Télévision Belge, Radio Monte-Carlo, Radio Andorre, Radio-TéléLuxembourg.
- la chaudronnerie : conduites de gaz, hauts-fourneaux, refroidisseurs, réservoirs pour les raffineries (plusieurs millions de m³), mais aussi plus de 1 000 km de pipe-lines pour le gaz de Lacq, pour le pétrole et le gaz de Sahara.
- les constructions métalliques : à côté du béton armé, on utilise de plus en plus maintenant les armatures en charpentes métalliques, plus légères, que l'on habille avec les matériaux les plus variés. De très nombreuses réalisations en ce domaine manifestent la maîtrise de J. P. s. a. : charpentes et ossatures métalliques de la plupart des bâtiments des entreprises installées dans la région, de Brest au Mans, de Cherbourg à Niort et jusqu'à Toulouse avec les hangars d'avions de Francazal. À Nantes : le C.H.U., Record, La Belle Jardinière, Renault, J.J. Carnaud... et aussi le pont Aristide-Briand sur la Loire, ponts et ouvrages d'art pour la SNCF. Les ponts polaires (circulaires) de 205 tonnes de charge, des 2 tranches de la centrale nucléaire de Penly-Dieppe (Seine-Maritime).

En 1992, Joseph Paris est racheté par le Groupe familial français Fayat et intègre ainsi le leader français de la construction métallique.
Cette entreprise compte en 2008 environ 170 employés. Elle conçoit et fabrique des bâtiments architecturaux et industriels en structure métallique, des ouvrages d'eau (écluses, barrages), des appareils de levage (portiques à conteneurs, ponts-roulants, grues) des équipements offshore (derricks, tours de pose de pipeline et flexible) ainsi que des pylônes de grande hauteur.

## Réalisations notables

### Ouvrages anciens
- Les grues Titan se dressant en bord de Loire au centre de Nantes, classées monuments historiques,
- La grue noire des anciens chantiers Dubigeon, inscrite monument historique,
- Les grues Titan du port d'Anvers en 1934,
- barrage de Sansanding sur le Niger, au Soudan,dont la construction débute en 1934 pour s'achever en 1947,
- Les pylônes de l'émetteur d'Allouis,faisant partie des plus hauts ouvrages de France avec une hauteur de 350 mètres chacun, mis en service en 1952 pour le premier et en 1973 pour le second.
- Les pylônes RTF de la Louée à Haute-Goulaine (1960) et de Septsarges (1972), tous deux d'une hauteur de 200m,
- L’antenne de radionavigation Oméga de Chabrier sur l'île de la Réunion, d'un poids de huit cents tonnes et d'une hauteur de 427 mètres, mis en service en 1976.

### Ouvrages contemporains
- Le slipway du port de Douarnenez (1964),
- Débarcadère de la nouvelle Gare Maritime de Lorient, achevée en 1997[2]
- Gare de péage d'Herquelingue, Pas-de-Calais, achevée en 1998[2],
- Passerelle de Montigny-lès-Cormeilles de type bow-string, achevée en 1999[2],
- Gare de péage de Myennes[2],
- Gare de péage de Souppes-sur-Loing[2],
- Structure métallique de la gare d'Avignon TGV, achevée en 2001[2],
- Structure métallique du musée du quai Branly de Jean Nouvel, achevée en 2006[2],
- Passerelle Simone-de-Beauvoir, conçue par Dietmar Feichtinger, réalisée en groupement avec Eiffage Construction Métallique (mandataire) et Solétanche Bachy, achevée en 2006[2],
- Barrage mobile de la Caserne sur le Couesnon, réalisé en collaboration avec Baudin-Châteauneuf et CM Painbœuf, achevé en 2008[2],
- Pont basculant de la Grande Bigue à Marseille[2],
- Deuxième pont de franchissement de la rivière Salée à la Guadeloupe[2].

## Sources
- Yves Rochcongar, "Capitaines d'industrie à Nantes au XIXe siècle", éditions MeMo, Nantes, 2003